# Administratura apostolska dla wiernych katolickich obrządku bizantyjskiego w Kazachstanie i Azji Środkowej
Administratura apostolska dla wiernych katolickich obrządku bizantyjskiego w Kazachstanie i Azji Środkowej (łac. Apostolica Administratio; ros. Апостольское управление для византийских католиков в Казахстане и Средней Азии) – administratura apostolska dla katolików obrządku bizantyjskiego w Kazachstanie i podległa bezpośrednio Stolicy Apostolskiej, utworzona 1 czerwca 2019 przez papież Franciszka. Obejmująca swym terytorium cały Kazachstan i Azję Środkową. Siedziba administratora znajduje się w przy Cerkwi pw. Opieki Matki Boskiej w Karagandzie.

## Historia
Istnieją sporadyczne informacje o obecności katolików obrządku bizantyjskiego w Azji Środkowej od XVII wieku. Ale przede wszystkim w XX wieku można mówić o znacznym wzroście ich liczby, zwłaszcza po masowych deportacjach przeprowadzonych przez reżim sowiecki w latach 1930–1940.
Według niektórych szacunków w latach 1939–1953 około 150 tysięcy ukraińskich grekokatolików zostało wygnanych w Azji Środkowej – zwłaszcza w Kazachstanie. Razem z nimi około 150 kapłanów – w tym bp. Ołeksandr Chira i błogosławieni ks. Aleksy Zarycki oraz ks. Nikita Budka.
Po amnestii ogłoszonej na fali zmian politycznych, które nastąpiły w 1953 wraz ze śmiercią Józefa Stalina. Katolicka obecność grekokatolików na tych ziemiach została znacznie zmniejszona, ale pozostała stała. Inicjatywy duszpasterskie były ukrywane, ale wraz z upadkiem komunizmu w 1991, mogły one nabrać charakteru normalności. Parafie greckokatolickie powstały w Karagandzie, Pawłodar, Astanie, Satpayev, Sziderty i Ałmaty oraz w kilkunastu wspólnotach w innych miejscach. Według aktualnych szacunków w obrządku bizantyjskim, katolickich wiernych w regionie Azji Środkowej jest około 10 tys.
W 1991 duszpasterstwo wiernych katolickich obrządku bizantyjskiego zostało powierzone biskupowi Janowi Pawłowi Lenga – administratorowi apostolskiemu w Kazachstanie i Azji Środkowej. W latach 1996–2002 kompetencje te sprawował bp. mgr inż. Wasyl Medwit – bazylianin, jako wizytator apostolski wiernych greckokatolickich w Kazachstanie i Azji Środkowej.
1 czerwca 2019 papież Franciszek ustanowił Administraturę apostolską z siedzibą w Karagandzie dla wiernych Kościoła katolickiego obrządku bizantyjskiego w Kazachstanie i Azji Środkowej, zwanego także Ukraińskim Kościołem Greckokatolickim, obejmującą swoim zasięgiem cały Kazachstan i kraje Azji Środkowej.
Jednocześnie Administratorem apostolskim dla wiernych obrządku bizantyjsko-ukraińskiego papież mianował ks. mitrata Wasyla Howerę – dotychczasowego duszpasterza i delegata Kongregacji ds. Kościołów Wschodnich dla wiernych greckokatolickich w Kazachstanie i Azji Środkowej.
W dniu 7 lutego 2023 roku dekretem Wasyla Howery ustalono, że Administracja Apostolska dla katolików obrządku bizantyjskiego w Kazachstanie i Azji Środkowej od 1 września 2023 roku przechodzi na kalendarz nowojuliański zgodnie z UCGK na Ukrainie i w Polsce.

## Parafie
- Astana – Parafia Greckokatolicka św. Józefa Oblubieńca
- Ekibastuz – Parafia Greckokatolicka Narodzenia Najświętszej Maryi Panny
- Karaganda – Parafia Greckokatolicka Opieki Matki Boskiej
- Pawłodar – Parafia Greckokatolicka św. Apostołów Piotra i Pawła
- Satpayev – Parafia Greckokatolicka świętego Proroka Eliasza